# 小嶋善吉
小嶋 善吉（こじま ぜんきち、1947年（昭和22年）5月30日 - ）は、日本の政治家。1994年から2003年まで（旧）静岡市長を、2003年から2011年まで（新）静岡市長を務めた。

## 概要
岐阜県出身。1971年3月東京大学法学部卒業。同年7月、日本勧業銀行（第一勧業銀行を経て現在のみずほ銀行）に入行、銀行員として勤務（同期入行組には、（旧）みずほ銀行頭取を務めた杉山清次らがいる）。
1979年から静岡県議会議員を4期務め、自民党県連副会長を歴任した。1987年には、静岡市立千代田小学校のPTA会長に拝命された。1993年の第40回衆議院議員総選挙に静岡1区（中選挙区）から立候補するが落選。天野進吾市長の辞任に伴う1994年の旧静岡市長選で鈴木正孝（元・防衛医科大学校副校長、後に参議院議員）や天野一（現・静岡県議会議員）らを破り初当選、初当選後3期9年旧静岡市の市長を、合併後の2期8年新静岡市の市長を務め、合わせて17年市長職を務めた。
静岡市の魅力に関しては「大都市でありながら、豊かな自然環境をもつ「暮らし満足度」の高さが魅力」と語っている。
（旧）静岡市・清水市の合併実現に尽力し、2005年、悲願であった静岡市の政令指定都市移行を達成。
2005年6月7日、指定都市市長会を代表して、環境大臣（当時）の小池百合子に指定都市環境アピールを提出した。
任期中は自ら企業を回り、市の産業振興策などを売り込んだ。タウンミーティングも行い市民とのふれあいを図った。